# Stehekin
Stehekin (stəˈhi:kən) ist ein kleines gemeindefreies Gebiet im Chelan County im US-Bundesstaat Washington. Es ist Teil des Metropolitan Statistical Area Wenatchee–East Wenatchee. Es liegt am Nordwestufer des Lake Chelan, gerade südlich des North Cascades National Park. Im Lake Chelan National Recreation Area gelegen, wird es vom National Park Service verwaltet. Stehekin hat etwa 75 ständige Bewohner, doch schwillt die Bevölkerung im Sommer durch Besucher und Saisonarbeiter an. Der Name „Stehekin“ stammt von einem indianischen Wort mit der Bedeutung „der Weg hindurch“.

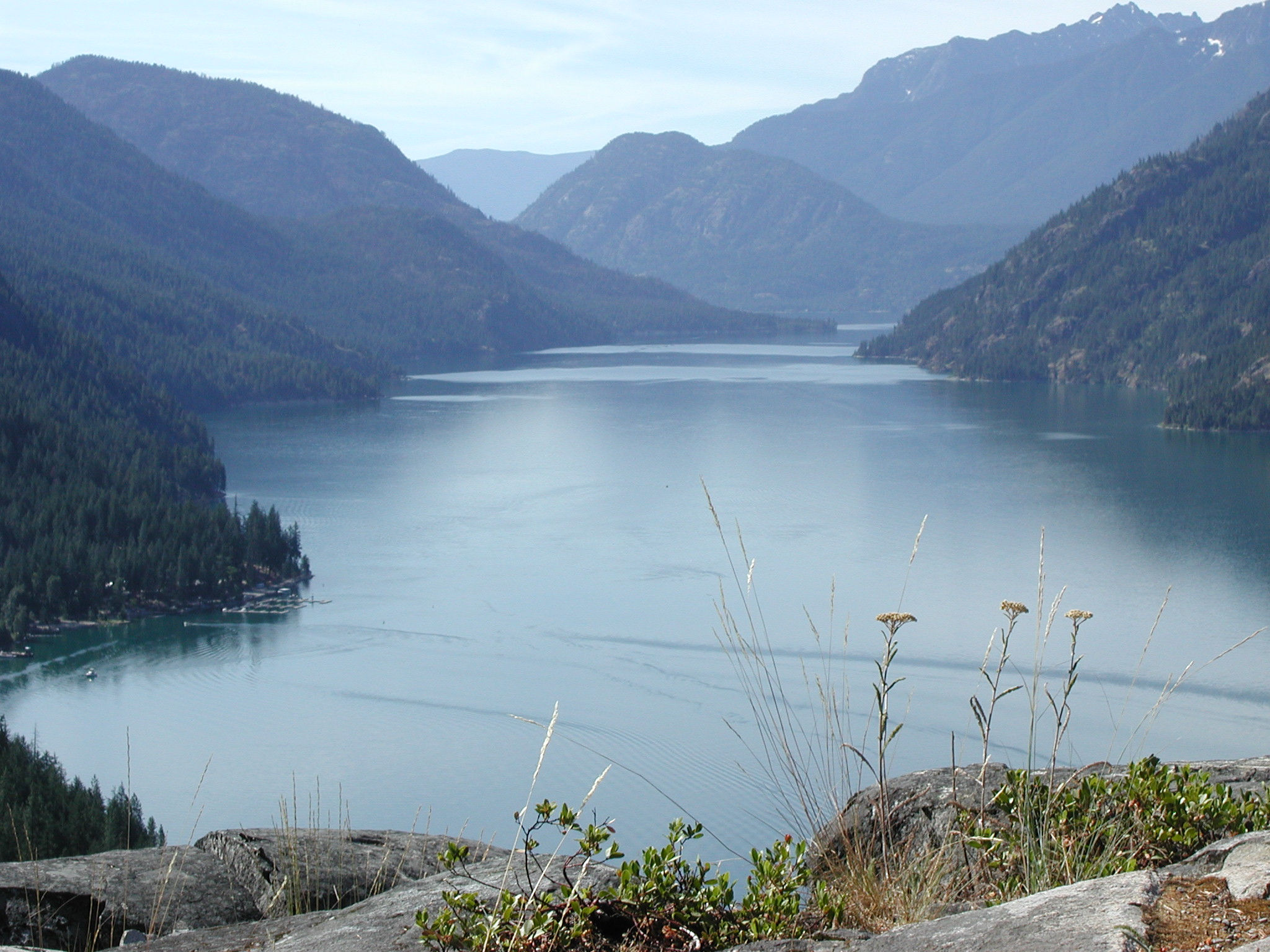
Ansicht von Stehekin und dem Nordufer des Lake Chelan.

## Geographie

### Klima
Stehekin hat ein sehr ungewöhnliches Kontinentalklima mit einem mediterran heißen und trockenen Sommer (nach der Klimaklassifikation nach Köppen und Geiger „Csa“) und einem Winter mit heftigen Schneefällen, was die große Besonderheit darstellt. Die Sommer sind durch die Inland-Lage warm und die saisonale Trockenheit beschert gelegentlich heiße Tage. Im Gegensatz dazu fallen die Temperaturen im Winter sehr viel tiefer als an der Küste, sind aber weiter östlich im Inneren des Kontinents gelegenen Gegenden gegenüber noch moderat.
|                        | Jan    | Feb    | Mär    | Apr   | Mai   | Jun   | Jul   | Aug   | Sep   | Okt   | Nov    | Dez    |   |        |
| Mittl. Temperatur (°C) | −3,31  | −1,00  | 3,92   | 9,11  | 13,56 | 17,47 | 22,22 | 21,75 | 16,83 | 8,31  | 1,11   | −3,22  | ⌀ | 8,9    |
| Mittl. Tagesmax. (°C)  | 12,78  | 15,00  | 21,11  | 31,11 | 38,33 | 39,44 | 41,67 | 40,56 | 36,67 | 28,89 | 19,44  | 16,67  | ⌀ | 28,5   |
| Mittl. Tagesmin. (°C)  | −27,78 | −26,67 | −20,56 | −7,22 | −3,89 | −1,11 | 2,22  | −1,11 | −5,56 | −8,89 | −17,78 | −23,89 | ⌀ | −11,8  |
|                        |        |        |        |       |       |       |       |       |       |       |        |        |   |        |
| Niederschlag (mm)      | 163,32 | 93,22  | 75,69  | 41,40 | 28,70 | 20,07 | 13,97 | 16,00 | 24,89 | 87,88 | 172,72 | 163,83 | Σ | 901,69 |

| −27,78 |

| −26,67 |

| −20,56 |

| −7,22 |

| −3,89 |

| −1,11 |

| 2,22 |

| −1,11 |

| −5,56 |

| −8,89 |

| −17,78 |

| −23,89 |

| −27,78 |

| −26,67 |

| −20,56 |

| −7,22 |

| −3,89 |

| −1,11 |

| 2,22 |

| −1,11 |

| −5,56 |

| −8,89 |

| −17,78 |

| −23,89 |

## Tourismus
Sehenswert in Stehekin sind der Buckner Homestead Historic District, das Golden West Visitor Center, die Stehekin Pastry Company, die Stehekin School mit einem einzigen Klassenzimmer, die 312 ft (95 m) hohen Rainbow Falls und die Harlequin Bridge. Stehekin wird im Sommer von Wanderern und Radwanderern aufgesucht, im Winter sind es Schneeschuh- und Skiläufer, und im ganzen Jahr kommen Fotografen.
Es gibt keinen Zugang nach Stehekin über eine Straße, obwohl Straßen von etwa 22 Meilen (35 km) Länge existieren. Erreichbar ist es über eine Personen-Fähre (die Lady of the Lake), mit privaten Booten von Chelan aus, zu Fuß über den Cascade Pass, mit Wasserflugzeugen oder kleinen Flugzeugen über eine Grasbahn, die von Juni bis September geöffnet ist. Die Fahrzeuge drängeln sich gelegentlich am Lake Chelan.
Besucher können Stehekin auch per Pferd, per Pedes oder per Flugzeug über den Stehekin State Airport (ID 6S9) erreichen. Der Flugplatz ist nur im Juli, August und September geöffnet und wird vom Washington State Department of Transportation als eine der größten Herausforderungen im Bundesstaat bezeichnet. Obwohl selbst nur 370 m hoch gelegen, finden sich doch an den Seiten der 800 m langen Landebahn Berge und an den Enden Bäume. Der Flugplatz dient oft als Basis für die Waldbrandbekämpfung; während dieser Zeiten ist er für die Öffentlichkeit geschlossen. Der Harlequin Campground liegt unmittelbar am Flugplatz. Forellen und Rotlachs sind beliebte Fangobjekte der Angler in Stehekin.
Ein Großteil der oberen (nördlichen) Stehekin Valley Road wurde 2003 vom nahen Stehekin River unterspült. Dadurch war der Zugang über den Cascade Pass stark verkompliziert worden, da bis zu zehn Meilen (16 km) Umwege über den ohnehin schon mühsamen Weg nötig wurden.
Ein weiterer Ort mit vergleichbar geringer Bevölkerung und ähnlichem Zugang ist Holden Village, umgeben von der Glacier Peak Wilderness und etwa zwölf Meilen (19 km) oberhalb von Lucerne, einem Landeplatz am Lake Chelan, im Railroad Creek Valley gelegen.
Stehekin ist vom Washington Pass über den Pacific Crest Trail erreichbar. Der PCT kann auch als Zugang zu Stehekin vom Suiattle River Valley aus genutzt werden. Zusätzlich bietet ein Netzwerk von Wanderwegen durch die Berge östlich von Stehekin Zugang zu Fuß und mit Motorrädern in das Methow-Valley-Gebiet. Der Chelan Summit Trail beginnt nahe der Anknüpfung an die Grade Creek Road in Chelan und bietet einen durchgängigen Weg bis nach Stehekin. Über 2.100 m tiefer am Seeufer verläuft der Lake Shore Trail, der nach Stehekin vom Prince Creek aus führt. Der Einstieg in den Trail kann mit der Lady of the lake erreicht werden.

## Anschluss an das Telefon-Netz
Zwischen dem 15. und 28. März 2007 begann WeavTel, eine Telefongesellschaft mit Sitz in Chelan (am anderen Ende des Sees), mit der Standard-Versorgung von Telefondiensten für Privatpersonen und Geschäftsleute. Stehekin, bis dahin nur über extrem teure Satelliten- und Radiotelefone angebunden, bekam so nach Jahrzehnten der Isolation Zugang zum Telefonnetz von Washington. Der Wechsel wurde nicht von allen Bewohnern akzeptiert, die Geschäftsleute unter ihnen begrüßten jedoch den „normalen“ Telefonverkehr. Der Dienst ist gegenwärtig auf das Lower Stehekin Valley um den Landeplatz und die dortigen Bauten beschränkt, doch WeavTel bietet auf Nachfrage eine Erweiterung in das Upper Valley über unterirdisch verlegte Glasfaserkabel an. Die Einrichtung des Service war durch Unterstützung des Bundes und des Bundesstaates für Telefongesellschaften in ländlichen Gebieten ermöglicht worden. Obwohl es bereits in den meisten Gebieten des nördlichen zentralen Washington einen Standard-Service gibt, profitieren die meisten Gebiete außerhalb von Wenatchee von den Förderungen. Ein erster Testanruf wurde vom Silver Bay Resort in Stehekin aus getätigt.